# Itália dos Valores
A Itália dos Valores (em italiano: Italia dei Valori, IdV) é um partido político italiano fundado em 1998 por Antonio Di Pietro, o juiz que liderou a famosa Operação Mãos Limpas no início da década de 1990.
O partido, desde da sua fundação, adotou uma linha liberal, populista, defendendo o controlo da imigração e o combate à corrupção na política mas também a legalização do casamento gay .
Atualmente é liderado por Ignazio Messina e é membro do Partido da Aliança dos Democratas e Liberais pela Europa.

## Resultados eleitorais

### Eleições legislativas

#### Câmara dos Deputados
| Data | Votos     | %         | +/- | Deputados | +/- | Status            | Coalizão        |
| ---- | --------- | --------- | --- | --------- | --- | ----------------- | --------------- |
| 2001 | 1 443 275 | 3,9 (7.º) |     | 0 / 630   |     | Extra-parlamentar |                 |
| 2006 | 877 052   | 2,3 (9.º) | 1,6 | 16 / 630  | 16  | Governo           |                 |
| 2008 | 1 594 024 | 4,4 (5.º) | 2,1 | 28 / 630  | 12  | Oposição          |                 |
| 2013 | 765 172   | 2,3 (7.º) | 2,1 | 0 / 630   | 28  | Extra-parlamentar | Revolução Civil |

#### Senado
| Data | Votos     | %         | +/- | Deputados | +/- | Coalizão        |
| ---- | --------- | --------- | --- | --------- | --- | --------------- |
| 2001 | 1 140 489 | 3,4 (4.º) |     | 1 / 315   |     |                 |
| 2006 | 986 191   | 2,9 (9.º) | 0,5 | 4 / 315   | 3   |                 |
| 2008 | 1 414 730 | 4,3 (5.º) | 1,4 | 14 / 315  | 10  |                 |
| 2013 | 549 987   | 1,8 (8.º) | 2,5 | 0 / 315   | 14  | Revolução Civil |

### Eleições europeias
| Data | Votos     | %          | +/- | Deputados | +/- |
| ---- | --------- | ---------- | --- | --------- | --- |
| 2004 | 695 179   | 2,1 (10.º) |     | 2 / 78    |     |
| 2009 | 2 450 643 | 8,0 (4.º)  | 5,9 | 7 / 72    | 5   |
| 2014 | 181 373   | 0,7 (10.º) | 7,3 | 0 / 73    | 7   |